# Hiroshi Sugita
Hiroshi Sugita (jap. 杉田 博, Sugita Hiroshi; * um 1935) ist ein japanischer Badmintonspieler.

## Karriere
Hiroshi Sugita wurde 1961 nationaler Meister in Japan, wobei er im Mixed mit Yoshiko Sugita erfolgreich war. Ein weiter Titelgewinn gelang ihm bei der Erwachsenenmeisterschaft 1961 im gemischten Doppel mit der gleichen Partnerin. Bereits 1959 war er dort im Herrendoppel mit Yoshirō Satō erfolgreich gewesen.

## Sportliche Erfolge
| Saison | Veranstaltung                   | Disziplin    | Platz | Name                            |
| ------ | ------------------------------- | ------------ | ----- | ------------------------------- |
| 1959   | Japan: Erwachsenenmeisterschaft | Herrendoppel | 1     | Hiroshi Sugita / Yoshiro Sato   |
| 1961   | Japan: Einzelmeisterschaften    | Mixed        | 1     | Hiroshi Sugita / Yoshiko Sugita |
| 1961   | Japan: Erwachsenenmeisterschaft | Mixed        | 1     | Hiroshi Sugita / Yoshiko Sugita |

## Referenzen
- Japanische Badmintonmeisterschaften 1947-2004 (Memento vom 28. August 2007 im Internet Archive)
- Annual Handbook of the International Badminton Federation, London, 29. Auflage 1971, S. 222–223

| Personendaten    | Personendaten                |
| ---------------- | ---------------------------- |
| NAME             | Sugita, Hiroshi              |
| ALTERNATIVNAMEN  | 杉田博 (japanisch)           |
| KURZBESCHREIBUNG | japanischer Badmintonspieler |
| GEBURTSDATUM     | um 1935                      |